# Hymenothrix greenmanii
Hymenothrix greenmanii là một loài thực vật có hoa trong họ Cúc. Loài này được (Heiser) B.L.Turner mô tả khoa học đầu tiên năm 1962.